# Playmobil: The Movie
Playmobil: The Movie è un film d'animazione del 2019 diretto da Lino DiSalvo.

## Trama
Marla è una ragazza che sogna di viaggiare per il mondo, salvo poi scoprire che i suoi genitori sono morti, ritrovandosi dunque da sola a badare al fratello minore Charlie. Una notte, 4 anni dopo, Charlie s'intrufola in un museo di giocattoli, con all'interno un'esposizione Playmobil; Marla lo raggiunge e durante un litigio i due vengono illuminati da un faro, la cui luce li teletrasporta nel mondo dei Playmobil, più di preciso nel mezzo di un campo di battaglia tra due eserciti vichinghi dove Charlie, ora capo di una tribù, viene ben presto rapito. Marla raggiunge quindi la città più vicina a chiedere aiuto, e trova Del, un venditore ambulante i cui clienti rifiutano di acquistare della paglia rosa che fa crescere le ali ai cavalli, e che convince ad aiutarlo dandogli dell'oro vichingo. I due incontrano Rex Dasher, un agente segreto e vecchio amico di Del, e questi spiega che alcuni personaggi, oltre a Charlie, sono spariti. Il trio s'intrufola nei quartieri generali nemici per trovare informazioni al riguardo, e riescono a recuperarle e a fuggire; Rex viene però poi rapito dai pirati e portato a Costantinopoli, dove Charlie e gli altri sono presi prigionieri dall'Imperatore Maximus che intende farli combattere in duelli all'ultimo sangue. Charlie viene convinto da Rex a scappare, salvo poi farsi ricatturare perché gli altri fuggano.
Del riconosce un dispositivo usato dai pirati e appartenente a Glinara, un signore del crimine alieno donna; dopo un negoziato, Del convince Glinara a svelargli che il suo dispositivo ora è in mano a Maximus; dato però che Glinara richiede dei soldi, Del tenta di rispettare i patti, ma a Marla restano solo due pezzi d'oro, quindi Glinara li prende e tenta di farli gettare in un portale; il suo servo robotico Robotitron ha però pietà dei due e li fa cadere insieme a lui in una foresta. Credendo di essere stato ingannato, l'indignato Del lascia Marla e Robotitron da soli, e i due viaggiano per la foresta dove incontrano la fata madrina, che incoraggia Marla a continuare la ricerca e la manda a Costantinopoli. Marla raggiunge quindi il Colosseo, dove Charlie dovrà combattere contro un T-Rex; i due fratelli si aiutano e combattono il dinosauro, che però non riescono a sconfiggere. Del arriva col suo camion ambulante, e Marla usa l'ultimo pezzo di paglia rosa per rendere innocuo il T-Rex. Furibondo, Maximus ordina alle sue guardie di prendere i due fratelli, ma le guardie si rivelano essere i prigionieri presi in precedenza, i quali si vendicano e arrestano l'imperatore. Festeggiando la vittoria, Marla e Charlie volano a bordo del T-Rex e raggiungono il faro, tramite il quale tornano nel mondo reale dal quale scoprono di essere spariti per soli cinque minuti. Sollevata dall'esperienza, Marla promette dunque di mantenere vivi i rapporti con Charlie.
In una scena durante i titoli di coda, una delle guardie di sicurezza trova la miniatura di Maximus vicino a una cella, e la mette in cima al Monte Olimpo; pochi secondi dopo, si sente la risata malefica di Maximus.

## Distribuzione
Il film è uscito nelle sale cinematografiche d’Italia il 31 dicembre 2019.

## Accoglienza

### Incassi
Il film è stato un flop clamoroso, incassando 16 milioni di dollari in tutto il mondo contro un budget di 40 milioni. In Italia ha incassato complessivamente 611 000 €, di cui 397 000 solo nel primo weekend di programmazione. Le motivazioni del fallimento potrebbero essere attribuite al periodo in cui il film è uscito, verso l’inizio della pandemia COVID-19.

### Critica
Oltre al flop economico, il film è stato stroncato dalla critica. Il sito aggregatore di recensioni Rotten Tomatoes riporta che il 17% delle 60 recensioni professionali ha dato un giudizio positivo sul film, con un voto medio di 3,72 su 10. Il consenso critico del sito recita: "Proprio come i giocattoli che pubblicizza, Playmobil: The Movie sembra tristemente destinato ad essere considerato un'alternativa superficialmente simile ma meno desiderabile alla concorrenza". Su Metacritic, il film detiene un punteggio di 25 su 100, basato sul parere di 13 critici, indicando "recensioni generalmente sfavorevoli".